# 58 (tal)
58 (femtioåtta) är det naturliga talet som följer 57 och som följs av 59.
- Hexadecimala talsystemet: 3A
- Binärt: 111010

## Talteori
- Delbarhet: 1, 2, 29, 58
- Antal delare: 4
- Summan av delarna: 90
- Primfaktorisering: 2 · 29
- 58 är ett jämnt tal.
- 58 är ett semiprimtal
- 58 är ett extraordinärt tal.
- 58 är ett hendekagontal.
- 58 är ett Smithtal.
- 58 är summan av de sju första primtalen.

## Inom vetenskapen
- Cerium, atomnummer 58
- 58 Concordia, en asteroid
- Messier 58, spiralgalax i Jungfrun, Messiers katalog